# Emurena quinquepunctata
Emurena quinquepunctata là một loài bướm đêm thuộc phân họ Arctiinae, họ Erebidae.